# Kongenitales Vestibularsyndrom
Das Kongenitale Vestibularsyndrom (auch Kongenitales Vestibulärsyndrom) ist eine seltene Erbkrankheit bei Hunden und Katzen infolge einer Fehlbildung des Gleichgewichtsorgans im Innenohr. Sie äußert sich, wie auch die erworbenen Formen des Vestibularsyndroms, in Kopfschiefhaltung, Koordinationsstörungen und häufig auch Taubheit.

## Vorkommen und Ursachen
Das Kongenitale Vestibularsyndrom tritt bei einigen Rassen gehäuft auf. Vermutet wird ein autosomal-rezessiver Erbgang. Bei Hunden sind vor allem Akita-Inu, Cocker Spaniel, Deutscher Schäferhund, Dobermann und Tibet-Terrier, bei Katzen Burma-Katzen und Siamkatzen betroffen.
Betroffene Tiere zeigen eine Fehlbildung des Gleichgewichtsorgans mit fehlenden oder missgebildeten Statolithen sowie häufig auch eine Degeneration der Haarzellen des Corti-Organs in der Hörschnecke.

## Klinik
Die Erkrankung zeigt erste Symptome innerhalb des ersten Lebensmonats. Dabei treten Kopfschiefhaltung und Gleichgewichtsstörungen mit Neigung zum Umfallen und leichten Bewegungsstörungen. Meist tritt gleichzeitig eine ein- oder beidseitige Taubheit auf, die durch einen Hörtest oder eine Hirnstammaudiometrie nachgewiesen werden kann. Ein Augenzittern (Nystagmus) tritt, im Gegensatz zu den meisten anderen Gleichgewichtserkrankungen, nicht auf, allerdings lässt sich oft auch kein physiologischer Nystagmus auslösen.
Die Diagnose lässt sich anhand der Rasse- und Altersprädisposition und dem klinischen Bild stellen.
Eine Behandlung ist nicht möglich. Der Krankheitsverlauf ist sehr variabel. Zumeist stellt sich ab dem 2. Lebensmonat eine Besserung ein, da die Funktionsstörung des Gleichgewichtsorgans durch andere Sinne (Gesichtssinn, Propriozeption) ausgeglichen wird, so dass trotz Taubheit ein weitgehend beschwerdefreies Leben möglich ist. Betroffene Tiere sollten allerdings von der Zucht ausgeschlossen werden.